# Arteria palatina ascendente
La arteria palatina ascendente es una arteria que se origina como rama cervical de la arteria facial.

## Ramas
Presenta ramas para los músculos de la lengua.

## Distribución
Se distribuye por la amígdala y los músculos constrictor superior de la faringe y estilofaríngeo. Se anastomosa con las arterias palatina superior y faríngea superior.